# Еугениуш Гепперт
Еугѐниуш Станѝслав Гѐпперт (на полски Eugeniusz Stanisław Geppert), роден на 4 септември 1890 г. в Лвов, починал 13 януари 1979 г. във Вроцлав) е полски художник, представител на колоризма, организатор на Академията за изящни изкуства във Вроцлав.

## Биография
Учи в Академията за изящни изкуства в Краков в класа на Яцек Малчевски и в Ягелонския университет. Обучава се и в Париж (1925 – 1927 и 1957). Преди Втората световна война е част от групата „Зворник“. Създава както стенописи, така и платна, рисувани върху статив. Един от съоснователите и пръв ректор на Държавното висше училище за пластични изкуства във Вроцлав, основател и на отдела на Съюза на полските художници. В периодите 1950 – 1961 и 1966 – 1974 ръководи ателие по живопис и живопис в архитектурата. През 1932 взема участие в Олимпийския конкурс за изкуство и литература на олимпийските игри в Лос Анжелис, но картината му „Коне“ не е сред отличените.
Изявява се и като политик: бил е съветник във Войводския Национален съвет във Вроцлав като представител на Демократическата партия (Stronnictwo Demokratyczne). Отличен е с Орден Знаме на труда I и II степен, а също и с Командорски и Офицерски кръст на Ордена на Възраждане на Полша, както и с Кръст за храброст и Въстанически кръст.
Негова съпруга е художничката Ханна Кшетуска-Гепперт (Hanna Krzetuska-Geppert).

## Посмъртно признание
Името на художника носи улицата, свързваща площад „Солни“ и улица „Кажимеж Велки“ във Вроцлав. От 25 април 2008 името на Еугениуш Гепперт носи и Академията за изящни изкуства във Вроцлав.